# نیلوانژ
نیلوانژ (به فرانسوی: Nilvange) یک کمون در فرانسه است که در Canton of Algrange واقع شده‌است.

## خصوصیات
نیلوانژ ۲٫۸۱ کیلومترمربع مساحت و ۵٬۲۸۶ نفر جمعیت دارد و ۲۲۵ متر بالاتر از سطح دریا واقع شده‌است.